# Rachel Chavkin
Rachel Chavkin, född 20 juli 1980 i Washington D.C. i USA och uppväxt i Silver Spring i Maryland, är en amerikansk regissör, författare och dramaturg. Hennes föräldrar arbetade som medborgarrättsadvokater i D.C. Chavkin erhöll en bachelor i konstvetenskap från NYU Tisch School of the Arts och följde upp med en master i samma ämne från Columbia University.
Hon är konstnärlig ledare för och en av sex NYU alumni som startade det brooklynbaserade teaterkompaniet The TEAM. Sedan starten har gruppen gjort ett tiotal olika uppsättningar som har gått på internationell turné och som vunnit flera priser i Skottland, Irland och USA.
Rachel Chavkin har varit med och regisserat framgångsrika Broadwayproduktioner och vann en Tony för bästa regi vid 71:a och 73:e Tonygalan för Dave Malloys Pierre, Natasha & the Great comet of 1812 (2017) och Anaïs Mitchells Hadestown (2019).
Hon sade i en intervju 2013 att hennes drömprojekt vore att få sätta upp Susan Stantons Takarazuka!!! eller Andy Bragens Loop Tape.